# Вольная борьба на летних Олимпийских играх 1980 — до 62 кг
Соревнования по вольной борьбе в категории до 62 кг были частью программы соревнований по борьбе летних Олимпийских игр 1980 года в Москве.

## Медалисты
- Магомед-Гасан Абушев (URS)
- Михо Дуков (BUL)
- Георгиос Хадзииоаннидис (GRE)

## Определение победителей
Определение победителей происходило по системе штрафных очков. Борец, набравший 6 и более штрафных очков, выбывал из соревнований. Когда оставалось два или три участника для определения распределения медалей между ними проводился специальный финальный тур.

### Штрафные очки
- 0 — чистая победа, снятие соперника за пассивность или из-за травмы;
- 0,5 — победа за явным преимуществом;
- 1 — победа по очкам;
- 2 — ничья;
- 2,5 — ничья, пассивность;
- 3 — поражение по очкам;
- 3,5 — поражение за явным преимуществом соперника;
- 4 — чистое поражение, снятие за пассивность или из-за травмы.

## Легенда
- DNA — участник не явился;
- TPP — общее количество штрафных очков;
- MPP — количество штрафных очков за схватку;
- TF — чистая победа;
- IN — соперник снят из-за травмы;
- DQ — дисквалификация за пассивность;
- D1 — дисквалификация за пассивность, победитель также был пассивен;
- D2 — дисквалификация за пассивность обоих соперников.

## Ход соревнований

### Круг 1
| TPP | MPP |                               | Результат |                         | MPP | TPP |
| --- | --- | ----------------------------- | --------- | ----------------------- | --- | --- |
| 0   | 0   | Магомед-Гасан Абушев (URS)    | TF / 3:33 | Аугустин Атаси (NGR)    | 4   | 4   |
| 0   | 0   | Олзиибаярын Насанжаргал (MGL) | DQ / 7:30 | Аднан Кудмани (SYR)     | 4   | 4   |
| 4   | 4   | Ян Шиманский (POL)            | TF / 5:27 | Михо Дуков (BUL)        | 0   | 0   |
| 0   | 0   | Рауль Каскарет (CUB)          | TF / 4:57 | Золтан Шалонтай (HUN)   | 4   | 4   |
| 0   | 0   | Фи Ху Тин (VIE)               | DQ / 7:52 | Виктор Кеде Манга (CMR) | 4   | 4   |
| 1   | 1   | Георгиос Хадзииоаннидис (GRE) | 17 — 10   | Брайан Аспен (GBR)      | 3   | 3   |
| 0   |     | Аурель Сутеу (ROU)            |           | Пропустил               |     |     |

### Круг 2
| TPP | MPP |                         | Результат |                               | MPP | TPP |
| --- | --- | ----------------------- | --------- | ----------------------------- | --- | --- |
| 4   | 4   | Аурель Сутеу (ROU)      | 2 — 15    | Магомед-Гасан Абушев (URS)    | 0   | 0   |
| 8   | 4   | Аугустин Атаси (NGR)    | 1 — 16    | Олзиибаярын Насанжаргал (MGL) | 0   | 0   |
| 8   | 4   | Аднан Кудмани (SYR)     | TF / 2:18 | Ян Шиманский (POL)            | 0   | 4   |
| 1   | 1   | Михо Дуков (BUL)        | 8 — 8     | Рауль Каскарет (CUB)          | 3   | 3   |
| 4   | 0   | Золтан Шалонтай (HUN)   | TF / 4:24 | Фи Ху Тин (VIE)               | 4   | 4   |
| 8   | 4   | Виктор Кеде Манга (CMR) | TF / 0:58 | Георгиос Хадзииоаннидис (GRE) | 0   | 1   |
| 3   |     | Брайан Аспен (GBR)      |           | Пропустил                     |     |     |

### Круг 3
| TPP | MPP |                            | Результат |                               | MPP | TPP |
| --- | --- | -------------------------- | --------- | ----------------------------- | --- | --- |
| 6,5 | 3,5 | Брайан Аспен (GBR)         | 4 — 15    | Аурель Сутеу (ROU)            | 0,5 | 4,5 |
| 1   | 1   | Магомед-Гасан Абушев (URS) | 8 — 4     | Олзиибаярын Насанжаргал (MGL) | 3   | 3   |
| 8   | 4   | Ян Шиманский (POL)         | TF / 8:58 | Рауль Каскарет (CUB)          | 0   | 3   |
| 1,5 | 0,5 | Михо Дуков (BUL)           | 16 — 8    | Золтан Шалонтай (HUN)         | 3,5 | 7,5 |
| 8   | 4   | Фи Ху Тин (VIE)            | DQ / 5:06 | Георгиос Хадзииоаннидис (GRE) | 0   | 1   |

### Круг 4
| TPP | MPP |                            | Результат |                               | MPP | TPP |
| --- | --- | -------------------------- | --------- | ----------------------------- | --- | --- |
| 5,5 | 1   | Аурель Сутеу (ROU)         | 10 — 5    | Олзиибаярын Насанжаргал (MGL) | 3   | 6   |
| 2   | 1   | Магомед-Гасан Абушев (URS) | 4 — 2     | Михо Дуков (BUL)              | 3   | 4,5 |
| 3   | 0   | Рауль Каскарет (CUB)       | 18 — 5    | Георгиос Хадзииоаннидис (GRE) | 4   | 5   |

### Круг 5
| TPP | MPP |                               | Результат |                      | MPP | TPP |
| --- | --- | ----------------------------- | --------- | -------------------- | --- | --- |
| 8,5 | 3   | Аурель Сутеу (ROU)            | 3 — 10    | Михо Дуков (BUL)     | 1   | 5,5 |
| 2,5 | 0,5 | Магомед-Гасан Абушев (URS)    | 9 — 1     | Рауль Каскарет (CUB) | 3,5 | 6,5 |
| 5   |     | Георгиос Хадзииоаннидис (GRE) |           | Пропустил            |     |     |

### Финал
Результаты предварительных схваток учитывались в финале.
| TPP | MPP |                               | Результат |                               | MPP | TPP |
| --- | --- | ----------------------------- | --------- | ----------------------------- | --- | --- |
|     | 1   | Магомед-Гасан Абушев (URS)    | 4 — 2     | Михо Дуков (BUL)              | 3   |     |
|     | 3,5 | Георгиос Хадзииоаннидис (GRE) | 3 — 14    | Магомед-Гасан Абушев (URS)    | 0,5 | 1,5 |
| 3   | 0   | Михо Дуков (BUL)              | TF / 2:04 | Георгиос Хадзииоаннидис (GRE) | 4   | 7,5 |

## Распределение мест
1. Магомед-Гасан Абушев (URS)
2. Михо Дуков (BUL)
3. Георгиос Хадзииоаннидис (GRE)
4. Рауль Каскарет (CUB)
5. Аурель Сутеу (ROU)
6. Олзиибаярын Насанжаргал (MGL)
7. Брайан Аспен (GBR)
8. Золтан Шалонтай (HUN)